# Lerato Sechele
Lerato Lydia Sechele (sinh ngày 10 tháng 3 năm 1994) là một vận động viên nhảy xa ba bước người Lesotho.

## Sự nghiệp
Là một thiếu niên Sechele đã giành huy chương bạc tại Giải vô địch thiếu niên châu Phi 2011 và huy chương vàng tại Giải vô địch thiếu niên châu Phi 2013. Cô cũng đã hoàn thành thứ mười tại Đại hội Thể thao toàn châu Phi 2011.
Sechele đã thi đấu tại Đại hội Thể thao Khối thịnh vượng chung 2014 mà không lọt vào trận chung kết, và đứng thứ tư tại Đại hội Thể thao Khối thịnh vượng chung 2018.
Cú nhảy tốt nhất của cá nhân cô là 13,57 mét, đạt được tại Đại hội Thể thao Khối thịnh vượng chung 2018 ở Gold Coast. Đây là hồ sơ hiện tại của Leseria.